# Дусетт, Джефф
Дже́ффри «Джефф» Ду́сетт (англ. Jeffrey «Jeff» Doucette; 25 ноября 1947, Милуоки, Висконсин, США) — американский актёр. Дусетт появился в более чем 170 фильмах и телесериалах, среди которых «Всплеск», «До самого конца», «Дантист 2», «Отчаянные домохозяйки», «Чудеса науки» и «Ньюхарт». Он также озвучивает мультфильмы.

## Биография

### Ранние годы
Дусетт вырос в Милуоки, штат Висконсин, второй из восьми детей Элизабет Люси Дусетт (в девичестве Эндрес; 01.03.1925—15.04.2015) и Уильяма Джи Дусетта (1921—14.03.2008). Его братья и сёстры: Майкл, Тимоти, покойный Джеймс, Дэвид, Джейн, Джудит и Энн. Он учился в средней школе в Маркеттском университете, а затем поступил в колледж в университете Льюиса в Ромеовилле, штат Иллинойс, где он помог построить театр и театральную программу. Он отправился в аспирантуру театра в Университете Северного Иллинойса.

### Карьера
В 1974 году он переехал в Чикаго и присоединился ко второй городской туристической компании, встретился со своим будущим комедийным партнёром Эрнстом Эмлингом и сформировал комедийную команду Джеффа и Эрнста. В течение следующих двух месяцев они подписали контракт с агентством Уильяма Морриса и гастролировали по стране с легендарным фолк-певцом Бобом Гибсоном и открывали концерты Барри Манилоу и «The Spinners». В 1976 году они переехали в Лос-Анджелес и присоединились к другим молодым комикам, включая Фредди Принца, Джея Лено, Дэвида Леттермана, Ричарда Льюиса, Робина Уильямса, Майкла Китона, Джима Варни и Энди Кауфмана в создании основы для комедийного бума 1980-х годов. После многих выступлений варьете и на ток-шоу, в 1977 году они впервые появились на Tonight Show с участием Джонни Карсона.
В рекламных роликах Дусетт был лицом Бена Франклина в рекламных роликах для Chevy Volt, Quicken Loans, «Лучшие хот-доги Ballpark» и блюд для завтрака «El Monterrey», а также в шоу «Майк и Молли».
Дьюэтт также писатель и режиссёр, написал две пьесы «Большая голова женщин» и «Без Аннет» — импровизационная комедия, которая была опубликована PlayScripts Inc в 2015 году.
В 1991 году он получил премию «Круг драмы критиков в Лос-Анджелесе» за лучший спектакль «Ярость, или я буду дома на Рождество» в театре Альянса в Бербанке. В 2014 году он получил награду за пожизненные достижения на Международном студенческом кинофестивале в Голливуде (ISFFH).
Он также сыграл главного антагониста в болливудском фильме «Hisss» и сыграл роль панического пузыря в команде Crane Command в Disney World.

### Личная жизнь
В 1988—1999 годы Джефф был женат на Кэтрин Келли, от которого у него есть дочь — Молли Элизабет Дусетт. С июля 2003 года Дусетт женат во второй раз на продюсере Сабе Моор.
В дополнение к актёрскому мастерству, письму и режиссуре, Дьютт и его жена, Саба, являются лицензированными духовными практиками, а Джефф ведёт семинары и мастерствие по философии и практике жизни в настоящее время через импровизацию.

## Избранная фильмография
| Год       |    | Русское название                        | Оригинальное название                          | Роль                                     |
| --------- | -- | --------------------------------------- | ---------------------------------------------- | ---------------------------------------- |
| 1977      | с  | Восьми достаточно                       | Eight Is Enough                                |                                          |
| 1979      | мс | Скуби и Скрэппи-Ду                      | Scooby-Doo and Scrappy-Doo                     |                                          |
| 1981      | с  | Однажды за один раз                     | One Day at a Time                              | Официант / Роберт                        |
| 1984      | с  | Фэлкон Крест                            | Falcon Crest                                   | Джей Си Филлмор                          |
| 1984      | ф  | Всплеск                                 | Splash                                         | Джуниор                                  |
| 1984      | с  | Команда «А»                             | The A-Team                                     | Малкольм Джонс                           |
| 1985      | с  | Кегни и Лейси                           | Cagney & Lacey                                 | Маршалл Уотерс                           |
| 1986      | с  | Блюз Хилл-стрит                         | Hill Street Blues                              | Чик Тёрнер                               |
| 1986      | с  | Охотник                                 | Hunter                                         | Вон                                      |
| 1987      | с  | Кувалда                                 | Sledge Hammer!                                 | Бармен                                   |
| 1989—1990 | с  | Нация пришельцев                        | Alien Nation                                   | Бёрнс                                    |
| 1990      | с  | Альф                                    | ALF                                            | Скутер                                   |
| 1990—1991 | с  | Тренер                                  | Coach                                          | Флойд / Хэл                              |
| 1991      | с  | Гарри и Хендерсоны                      | Harry and the Hendersons                       | Офицер Перт                              |
| 1991      | мс | Чёрный Плащ                             | Darkwing Duck                                  | Владелец фабрики удобрений               |
| 1991—1992 | с  | Пустое гнездо                           | Empty Nest                                     | Сэм / Офисный клерк                      |
| 1991—1992 | с  | Мир Бобби                               | Bobby's World                                  |                                          |
| 1992      | ф  | Мама и папа, спасите мир!               | Mom and Dad Save the World                     | Капитан Разрушитель                      |
| 1992      | мс | Бэтмен                                  | Batman: The Animated Series                    | Гейб                                     |
| 1992      | с  | Беверли-Хиллз, 90210                    | Beverly Hills 90210                            | Хадж                                     |
| 1994      | с  | Принц из Беверли-Хиллз                  | The Fresh Prince of Bel-Air                    | Тренер Келли                             |
| 1994      | тф | Обманчивое сердце: История Лори Келлогг | Lies of the Heart: The Story of Laurie Kellogg | Эд Фрэнсис                               |
| 1994      | с  | Приключения Бриско Каунти — младшего    | The Adventures of Brisco County, Jr.           | Шериф Хайд                               |
| 1994      | ф  | Нулевой допуск                          | Zero Tolerance                                 | Полицейский                              |
| 1994      | с  | Скорая помощь                           | ER                                             | Мистер Ларковски                         |
| 1994—1997 | с  | Чудеса науки                            | Weird Science                                  | Эл Уоллес / Ред Брик Уоллес / Номер Один |
| 1995      | с  | Нас пятеро                              | Party of Five                                  | Ремонтник                                |
| 1995—1996 | с  | Несчастливы вместе                      | Unhappily Ever After                           | Тренер                                   |
| 1996      | с  | Мерфи Браун                             | Murphy Brown                                   | Джордж Тёрнер                            |
| 2004—2010 | с  | Отчаянные домохозяйки                   | Desperate Housewives                           | Отец Кроули                              |
| 2012      | с  | Держись, Чарли!                         | Good Luck Charlie                              | Мистер Уиллард                           |
| 2013      | с  | Бесстыдники                             | Shameless                                      | Дядя Мэтт                                |
| 2015      | с  | Как избежать наказания за убийство      | How to Get Away with Murder                    | Судья Джордж Дэнверс                     |